# Tylopus nodulipes
Tylopus nodulipes är en mångfotingart som först beskrevs av Carl Graf Attems 1953.  Tylopus nodulipes ingår i släktet Tylopus och familjen orangeridubbelfotingar. Inga underarter finns listade i Catalogue of Life.